# مارغريت بي. بلاكمان
مارغريت بي. بلاكمان (بالإنجليزية: Margaret B. Blackman)‏ هي عالمة الإنسان وكاتِبة أمريكية، ولدت في 1944.